# Восточный вокзал (Париж)
Восточный вокзал (Гар-дё-л’Эст, фр. Gare de L'Est; код станции: 8700012) — один из семи парижских вокзалов. Обслуживает восточное направление Франции (Нанси, Страсбург, Реймс), а также дальние направления: Швейцария, Люксембург, Германия, Австрия, Польша, Беларусь, Украина, Россия и др.
Расположен на площади 11 Ноября 1918 в 10-м округе Парижа. В 1907 году к вокзалу была подведена линия 5 Парижского метрополитена (станция метро «Гар де л’Эст»); к 1910 году пересадочный узел окончательно оформился. Находится в нескольких минутах ходьбы от крупнейшего вокзала Франции — Северного.

## История
Построен архитектором Ф. Дюкне в 1847—1849 годах. 4 октября 1883 г. с этого вокзала впервые отправился легендарный поезд Восточный экспресс (Venice Simplon Orient-Express).

## Архитектура

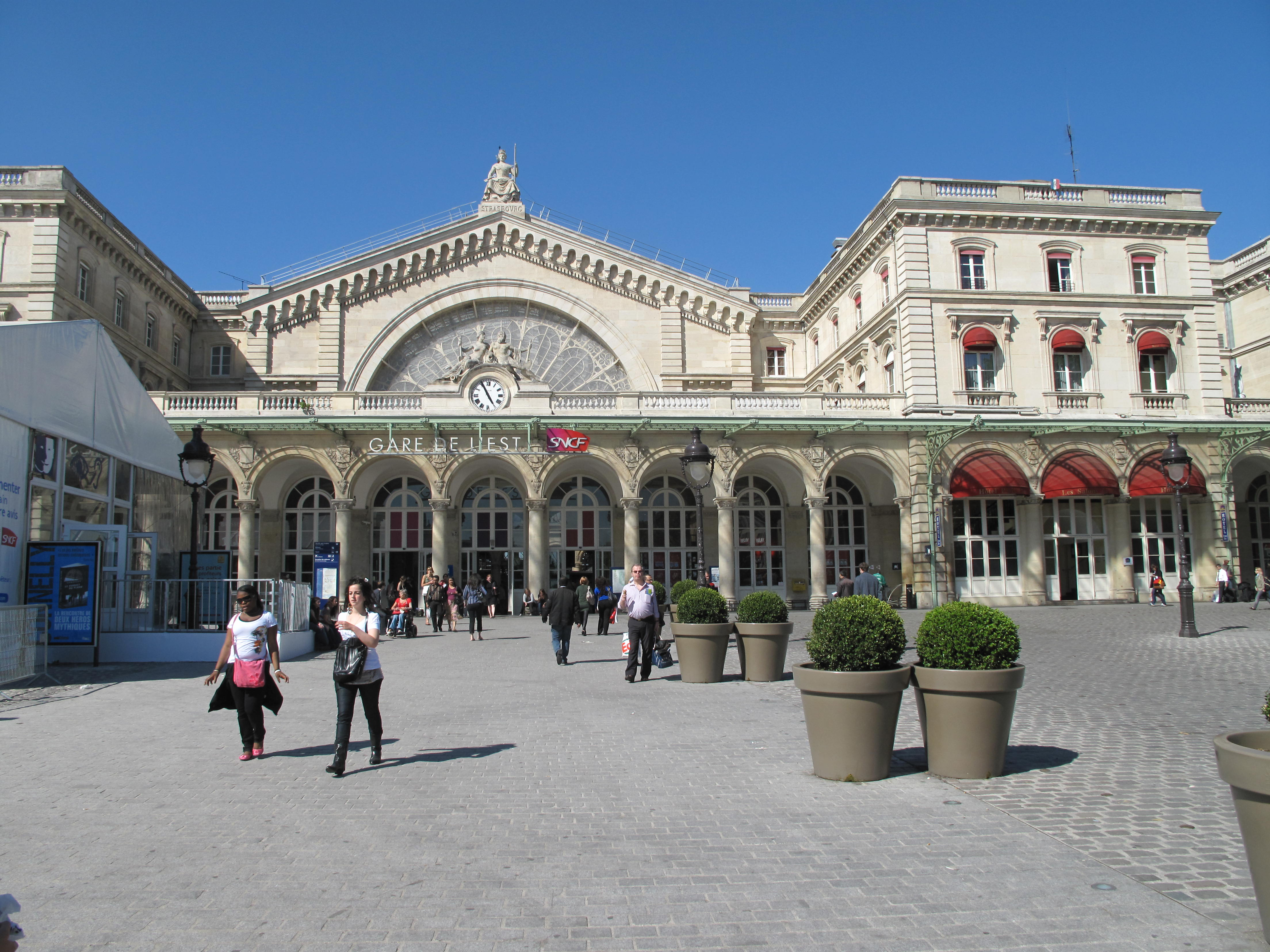
Восточный вокзал в Париже

Здание вокзала — один из ранних и наиболее известных примеров архитектуры вокзального здания, где центральный элемент внутренней структуры вокзала — накрывавший пути металло-стеклянный свод — нашёл отражение в оформлении фасада здания, центральным элементом которого стала большая арка. Использованные Дюкне декоративные мотивы («романский» щипец над центральным витражом и ренессансный декор), по мнению историка архитектуры А. В. Иконникова, позволили замаскировать вынужденность пропорций, но нарушили единство стиля. Архитектура Восточного вокзала стала образцом при строительстве многих вокзальных зданий, а большая арка в сознании современников стала знаком типа вокзального здания вообще. В память прославленной битвы при Вердене над кассами вокзала размещены два панно: «Патриоты уходят на фронт» и «Возвращение военнопленных».

## Происшествия
5 апреля 2007 года поезд, следовавший из пригорода Шато-Тьерри, врезался в ограничительный буфер. В результате аварии ранения получил 71 человек.